# Solenoptera michelii
Solenoptera michelii är en skalbaggsart som först beskrevs av Chemsak 1979.  Solenoptera michelii ingår i släktet Solenoptera och familjen långhorningar. Inga underarter finns listade i Catalogue of Life.